# Paradas da Billboard
As paradas da Billboard classificam a relativa popularidade semanal de canções e álbuns nos Estados Unidos e em outros lugares. Os resultados são divulgados na revista Billboard. A Billboard biz, a extensão online das paradas da Billboard, fornece paradas semanais adicionais, bem como paradas de final de ano. As duas paradas mais importantes são a Billboard Hot 100 para canções e a Billboard 200 para álbuns, e outras paradas podem ser dedicadas a um gênero específico, como R&B, country ou rock, ou podem cobrir todos os gêneros. As paradas podem ser classificadas de acordo com vendas, streams ou airplay, e para as paradas de canções, como a parada Hot 100, todos os três dados são usados para compilar as paradas. Para a parada de álbuns , a Billboard 200, as vendas de faixas e streams estão incluídas, além das vendas de álbuns.
As paradas semanais de vendas e streams são monitoradas em um ciclo de sexta a quinta-feira desde julho de 2015; anteriormente, era um ciclo de segunda a domingo. As paradas de rádio, no entanto, seguem o ciclo de segunda a domingo (anteriormente, de quarta a terça). As paradas são divulgadas todas as terças-feiras com uma data de emissão no sábado seguinte.

## Paradas de canções

### Todos os gêneros
- Billboard Hot 100
- Bubbling Under Hot 100
- Radio Songs
- Digital Song Sales
- Streaming Songs

### Paradas pop
- Mainstream Top 40 (também Pop Songs)
- Adult Top 40 (também Adult Pop Songs)
- Adult Contemporary

### Paradas cristãs
- Hot Christian Songs
- Christian Digital Songs
- Christian Streaming Songs
- Christian Airplay
- Christian AC Airplay
- Hot Gospel Songs
- Gospel Airplay
- Gospel Digital Song Sales
- Gospel Streaming Songs

### Paradas country
- Hot Country Songs
- Country Airplay
- Country Digital Songs
- Country Streaming Songs

### Paradas de dance/eletrônica
- Dance Club Songs
- Hot Dance/Electronic Songs
- Dance/Mix Show Airplay
- Dance/Electronic Digital Song Sales
- Dance/Electronic Streaming Songs

### Paradas de holiday
- Holiday 100
- Holiday Airplay
- Holiday Digital Song Sales
- Holiday Streaming Songs

### Paradas da internet
- Social 50
- Real Time – Hot Trending Songs
- Weekly – Hot Trending Songs
- Top Triller Global
- Top Triller U.S.
- LyricFind Global
- LyricFind U.S.

### Paradas de jazz
- Smooth Jazz Airplay

### Paradas latinas
- Hot Latin Songs
- Latin Airplay
- Latin Digital Song Sales
- Latin Pop Airplay
- Regional Mexican Airplay
- Tropical Airplay
- Latin Rhythm Airplay
- Latin Streaming Songs

### Paradas de R&B/Hip-Hop
- Hot R&B/Hip-Hop Songs
- R&B/Hip-Hop Airplay
- R&B/Hip-Hop Digital Song Sales
- R&B/Hip-Hop Streaming Songs
- Mainstream R&B/Hip-Hop Airplay
- Adult R&B Airplay
- Rhythmic Airplay
- Hot Rap Songs
- Rap Airplay
- Rap Digital Song Sales
- Rap Streaming Songs
- Hot R&B/Hip-Hop Recurrents
- Hot R&B/Hip-Hop Recurrent Airplay
- Hot R&B Songs
- R&B Digital Song Sales
- R&B Streaming Songs

### Paradas de rock/alternativa
- Hot Rock & Alternative Songs
- Rock & Alternative Airplay
- Rock Digital Song Sales
- Rock Streaming Songs
- Hot Alternative Songs
- Alternative Airplay
- Alternative Digital Song Sales
- Alternative Streaming Songs
- Mainstream Rock Airplay
- Adult Alternative Airplay (Triple A Airplay)
- Hot Hard Rock Songs
- Hard Rock Digital Song Sales
- Hard Rock Streaming Songs

### Paradas de música do mundo
- U.S. Afrobeats Songs
- World Digital Song Sales

### Paradas internacionais

#### Brasil
- Brasil Hot 100
- Artistas 25

#### Canadá
- Canadian Hot 100
- Emerging Canadian Artist
- Digital Song Sales
- Hot 100 Airplay
- All-format Airplay
- CHR/Top 40 Airplay
- AC Airplay
- Hot AC Airplay
- Country Airplay
- Rock Airplay

### Outras paradas internacionais
- Argentina Hot 100
- Billboard Global 200
- Billboard Global Excl. U.S.
- China Time UNI Chart
- Hits of the World
- Hot 100 Perú
- Hot 100 Artistas Peruanos
- Japan Hot 100
- Mexican Airplay
- Mexico Espanol Airplay
- Mexico Ingles Airplay
- Vietnam Hot 100
- Vietnam Top Vietnamese Songs

## Paradas de álbuns
- Billboard 200
- Top Album Sales
- Top Alternative Albums
- Top Bluegrass Albums
- Top Blues Albums
- Catalog Albums
- Christian Albums
- Top Classical Albums
- Top Comedy Albums
- Top Country Albums
- Top Current Album Sales
- Dance/Electronic Albums
- Top Gospel Albums
- Top Hard Rock Albums
- Heatseekers Albums
- Top Holiday Albums
- Independent Albums
- Top Jazz Albums
- Top Latin Albums
- Top R&B/Hip-Hop Albums
- Rap Albums
- Top Rock Albums
- Top Rock & Alternative Albums
- Top Soundtracks
- Americana/Folk Albums
- Cast Albums
- Classical Crossover Albums
- Compilation Albums
- Contemporary Jazz Albums
- Kid Albums
- Latin Rhythm Albums
- Latin Pop Albums
- New Age Albums
- R&B Albums
- Reggae Albums
- Tastemakers
- Traditional Classical Albums
- Traditional Jazz Albums
- Tropical Albums
- Vinyl Albums
- World Albums
- Canadian Albums
- Regional Mexican Albums

## Paradas de vídeo
- Music Video Sales

## Paradas extintas
- Best Seller in Stores
- Bubbling Under R&B
- Classical Budget/Midline Albums
- Comprehensive Music Video
- Country Catalog Albums
- Country Singles Sales
- China Top 100
- Dance Singles Sales
- Dance/Electronic Album Sales
- European Hot 100 Singles
- Global Dance Tracks
- Heatseekers Songs
- Hot Crossover 30
- Hot Digital Tracks
- Hot Ringtones
- Hot RingMasters
- Hot Singles Sales
- Hot Videoclips
- Honor Roll of Hits
- Indonesia Top 100
- K-pop Hot 100
- Most Played by Jockeys
- Most Played in Juke Boxes
- Philippine Hot 100
- Philippine Top 20
- Pop 100
- Pop 100 Airplay
- R&B/Hip-Hop Catalog Albums
- Top 40 Tracks
- Blues Digital Song Sales
- Classical Digital Song Sales
- Comedy Digital Track Sales
- Euro Digital Song Sales
- Euro Digital Tracks
- Luxembourg Digital Song Sales
- Jazz Digital Song Sales
- Kid Digital Song Sales
- New Age Digital Song Sales
- Pop Digital Song Sales
- Reggae Digital Song Sales
- Spotify Rewind
- Spotify Velocity
- Switzerland Digital Song Sales
- Viral 50
- Digital Albums
- Top Internet Albums
- Heatseekers Albums (East North Central)
- Heatseekers Albums (Middle Atlantic)
- Heatseekers Albums (Mountain)
- Heatseekers Albums (Northeast)
- Heatseekers Albums (Pacific)
- Heatseekers Albums (South Atlantic)
- Heatseekers Albums (South Central)
- Heatseekers Albums (West North Central)
- Christian AC Indicator
- Christian Hot AC/CHR
- Christian Rock
- Christian Soft AC